# 太师
太师，中国古代职官。又名太宰，掌邦治，为六卿之首。

## 历史
殷纣之时，箕子太师。周武王时，太公为太师。《大戴礼记》说：“召公为太保，周公为太傅，太公为太师。”周成王时，周公旦始居之。周公与召公分陕而治“自陕以西，召公主之，自陕而东，周公主之。”周公薨，毕公代之。 又周朝，太师与太保、太傅合称“三公”。汉西京初不置，平帝始复置太师官，而孔光居焉。汉东京又废。献帝初，董卓为太师，卓诛又废。魏世不置。晋因為避景王司馬師之諱，將太师改置為太宰，晉武帝以安平王司马孚為太宰。而據《唐六典》說法，太師等「師傅之官」在漢哀帝與漢平帝時列於「三公（大司馬、大司徒、大司空）」之上，稱為「上公」，之後在後魏（北魏、東魏、西魏）時，與太傅、太保合稱「三師」。北周時又改稱回「三公」，至隋唐又稱為「三師」。
元史百官志曰“三公，太师、太傅、太保各一员，正一品，银印，以道燮阴阳，经邦国。有元袭其名号，特示尊崇。太祖十二年，以国王置太师一员。太宗即位，建三公，其拜罢岁月，皆不可考。世祖之世，其职常缺，而仅置太保一员。至成宗、武宗而后，三公并建，而无虚位矣。”
明史、清史稿官职志载“太师、太傅、太保为三公，正一品。...掌佐天子，理阴阳，经邦弘化，其职至重。无定员，无专授。” “太师、太傅、太保为三公。 正一品。...初沿明制，大臣有授公、孤者。嗣定为兼官、加官及赠官”。
朝鮮高麗時代亦設有太師，朝鮮王朝改稱大師。越南李朝、陳朝亦設有太師官職。

## 历代太师

### 中國
商
箕子
周
太公望
周公旦
毕公高
晋
狐射姑
楚
潘崇
西汉
- 孔光、馬宮

新朝
- 王舜、王匡

东汉
- 董卓

两晋南朝
无（为司马师避讳改为太宰）
十六國
- 汉赵：劉景、任顗
- 成汉：范長生、龚壮、董皎
- 前秦：魚遵、苻纂
- 前燕：慕舆根
- 后燕：庫傉官偉

北朝
- 北魏：車路頭（贈）、宗爱、常英、冯熙、馮誕（贈）、元勰、元懷（贈）、元雍、元继、胡國珍（贈）、元继、爾朱榮、元欽（贈）、爾朱代勤（贈）、爾朱新興（贈）、元肃、高歡、元欣、高歡、高樹生（贈）、楊椿（贈）、高肇（贈）、元悅（贈）、元谌、高猛（贈）、李延寔（贈）、元彧（贈）、元顥（贈）、元徽（贈）
- 東魏：元諶、元坦、高盛（贈）、胡僧洗（贈）、高乾（贈）、高昂（贈）、元暹（贈）、高永樂（贈）、厙狄、尉景（贈）、孫騰（贈）、胡寧（贈）、婁昭（贈）、元樹（贈）
- 西魏：长孙稚、元欣、念賢、贺拔胜、宇文泰、宇文觉
- 北齊：斛律金、韓軌（贈）、潘樂（贈）、司馬子如（贈）、可朱渾元、高演、高淯（贈）、高湜（贈）、高浟、高岳（贈）、段韶、贺拔仁、高湝、高琛（贈）、婁叡、高湝、高潤、高長恭（贈）、高凝（贈）
- 北周：李弼、宇文護、賀蘭祥（贈）、于謹（贈）、宇文顥（贈）、宇文導（贈）、尉遲迥、宇文招、宇文賢、宇文贊、楊忠（贈）

隋朝
- 独孤信（贈）、李穆

唐
郭子仪（赠）
王行瑜
李克用
朱温
后梁
朱全昱
后汉
郭谨（检校）
后周
冯道
郭从义（检校）
吴
徐知诰
前蜀
王宗佶
南唐
卢绛
北汉
刘继颙
宋
赵普
赵元佐
赵元俨
韩琦
富弼
文彦博
赵颢
赵佖
蔡京
童贯
郑绅
赵俁
趙偲
秦桧
韩世忠
杨存中
张俊
史浩
吴益
赵伯圭
韩侂胄
史弥远
郭师禹
杨谷
杨石
郑清之
赵与芮
贾似道
張堯佐（赠）
蘇軾（赠）
金
完颜宗磐
完颜宗干
完颜宗弼
完颜宗贤
完颜勖
徒单恭
温都思忠
张浩
徒单克宁
胡沙虎
崔立
元
月赤察儿
阿剌不花
脱儿赤颜
阿撒罕
铁木迭儿
伯忽
按塔出
燕帖木儿
马札儿台
脱脱
汪家奴
天完
邹普胜
明
李善长
张辅
张懋
朱永
张鹤龄
徐光祚
郭勋
朱希忠
徐文璧
张居正
魏良卿

“朱寿”（明武宗朱厚照自封太师镇国公总督军务威武大将军总兵官、大庆法王）
南明
郑芝龙
郑鸿逵
清
遏必隆
鳌拜

### 蒙古
捏坤太师
木华黎
孛罕
烏林台巴達
馬哈木
阿魯台
脫歡
也先
阿失帖木兒
毛里孩
孛來
癿加思兰
亦思马勒
亦不剌

### 越南
丁朝
洪獻
李朝
梁任文
李道成
黎文盛
陳度
張伯玉
牟俞都
李俞都
杜安頤
陳朝
陳守度
陳光啓
陳德曄
陳日燏
黎季犛
黎初朝
丁列
黎廣度
黎輔
莫登庸
莫朝
莫國楨
黎中興朝
阮淦
鄭檢
西山朝
裴得宣
阮朝